# Premier Division (1987/1988)
Premier Division (1987/1988) – był to 91. sezon szkockiej pierwszej klasy rozgrywkowej w piłce nożnej. Sezon rozpoczął się 8 sierpnia 1987, a zakończył się 7 maja 1988. Brało w niej udział 12 zespołów, które grały ze sobą systemem „każdy z każdym”. Tytułu mistrzowskiego nie obroniło Rangers. Nowym mistrzem Szkocji został Celtic, dla którego był to 35. tytuł mistrzowski w historii klubu. Tytuł króla strzelców zdobył Tommy Coyne, który strzelił 33 bramki.

## Zasady rozgrywek
W rozgrywkach brało udział 12 drużyn, walczących o tytuł mistrza Szkocji w piłce nożnej. Każda z drużyn rozegrała po 4 mecze ze wszystkimi przeciwnikami (razem 44 spotkania).

## Drużyny
| Uczestnicy poprzedniej edycji                                                                                 | Uczestnicy poprzedniej edycji | Uczestnicy poprzedniej edycji | Uczestnicy poprzedniej edycji |
| --- | ----------------------------- | ----------------------------- | ----------------------------- |
| RAN | Rangers                       | 1                             |                               |
| CEL | Celtic                        | 2                             |                               |
| DNU | Dundee United                 | 3                             |                               |
| ABR | Aberdeen                      | 4                             |                               |
| HRT | Heart of Midlothian           | 5                             |                               |
| DNE | Dundee                        | 6                             |                               |
| STM | St. Mirren                    | 7                             |                               |
| MTH | Motherwell                    | 8                             |                               |
| HIB | Hibernian                     | 9                             |                               |
| FLK | Falkirk                       | 10                            |                               |
| Awans z Scottish First Division 1986/1987                                                                     |                               |                               |                               |
| MOR | Greenock Morton               | 1                             |                               |
| DNF | Dunfermline Athletic          | 2                             |                               |
| Oznaczenia: - kolumna pierwsza – skróty nazw drużyn, - kolumna trzecia – miejsce zajęte w poprzednim sezonie. |                               |                               |                               |

## Stadiony
| Miasto      | Stadion             | Klub                 | Pojemność |
| ----------- | ------------------- | -------------------- | --------- |
| Aberdeen    | Pittodrie Stadium   | Aberdeen             | 20 866    |
| Dundee      | Dens Park           | Dundee               | 11 856    |
| Dundee      | Tannadice Park      | Dundee United        | 14 223    |
| Dunfermline | East End Park       | Dunfermline Athletic | 12 509    |
| Edynburg    | Tynecastle Stadium  | Heart of Midlothian  | 20 099    |
| Edynburg    | Easter Road Stadium | Hibernian            | 17 536    |
| Greenock    | Cappielow Park      | Greenock Morton      | 11 100    |
| Falkirk     | Brockville Park     | Falkirk              | 8 000     |
| Glasgow     | Celtic Park         | Celtic               | 80 000    |
| Glasgow     | Ibrox Stadium       | Rangers              | 80 000    |
| Motherwell  | Fir Park            | Motherwell           | 13 742    |
| Paisley     | St. Mirren Park     | St. Mirren           | 10 800    |

## Tabela końcowa
| Lp. | Drużyna                  | M  | Z  | R  | P  | Bramki | Bramki | Różn. | Pkt | Uwagi                          |
| --- | ------------------------ | -- | -- | -- | -- | ------ | ------ | ----- | --- | ------------------------------ |
| 1   | Celtic (M, P)            | 44 | 31 | 10 | 3  | 79     | 23     | +56   | 72  | Puchar Europy • 1R             |
| 2   | Heart of Midlothian      | 44 | 23 | 16 | 5  | 74     | 32     | +42   | 62  | Puchar UEFA • 1R               |
| 3   | Rangers                  | 44 | 26 | 8  | 10 | 85     | 34     | +51   | 60  | Puchar UEFA • 1R               |
| 4   | Aberdeen                 | 44 | 21 | 17 | 6  | 56     | 25     | +31   | 59  | Puchar UEFA • 1R               |
| 5   | Dundee United            | 44 | 16 | 15 | 13 | 54     | 47     | +7    | 47  | Puchar Zdobywców Pucharów • 1R |
| 6   | Hibernian                | 44 | 12 | 19 | 13 | 41     | 42     | −1    | 43  |                                |
| 7   | Dundee                   | 44 | 17 | 7  | 20 | 70     | 64     | +6    | 41  |                                |
| 8   | Motherwell               | 44 | 13 | 10 | 21 | 37     | 56     | −19   | 36  |                                |
| 9   | St. Mirren               | 44 | 10 | 15 | 19 | 41     | 64     | −23   | 35  |                                |
| 10  | Falkirk (S)              | 44 | 10 | 11 | 23 | 41     | 75     | −34   | 31  | Spadek do First Division       |
| 11  | Dunfermline Athletic (S) | 44 | 8  | 10 | 26 | 41     | 84     | −43   | 26  | Spadek do First Division       |
| 12  | Greenock Morton (S)      | 44 | 3  | 10 | 31 | 27     | 100    | −73   | 16  | Spadek do First Division       |

## Wyniki spotkań

### Mecze 1–22
| Gospodarz \ Gość     | ABR | CEL | DNE | DNU | DNF | FLK | HRT | HIB | MOR | MTH | RAN | STM |
| Aberdeen             |     | 0:1 | 0:0 | 1:1 | 3:0 | 3:1 | 0:0 | 1:1 | 3:1 | 1:0 | 2:0 | 2:0 |
| Celtic               | 2:2 |     | 5:0 | 1:2 | 4:0 | 3:2 | 1:0 | 1:1 | 3:1 | 4:1 | 1:0 | 1:0 |
| Dundee               | 1:1 | 1:1 |     | 1:1 | 5:0 | 3:1 | 1:3 | 2:1 | 1:0 | 2:0 | 0:1 | 0:2 |
| Dundee United        | 0:0 | 0:0 | 1:3 |     | 1:0 | 3:0 | 0:3 | 1:2 | 3:1 | 1:1 | 1:0 | 2:3 |
| Dunfermline Athletic | 0:3 | 2:1 | 0:1 | 0:0 |     | 0:0 | 0:1 | 3:3 | 4:1 | 0:1 | 0:4 | 2:0 |
| Falkirk              | 2:2 | 0:1 | 0:3 | 4:1 | 0:0 |     | 1:5 | 1:1 | 2:0 | 3:0 | 0:1 | 1:3 |
| Heart of Midlothian  | 2:1 | 1:1 | 4:2 | 4:1 | 3:2 | 4:2 |     | 1:0 | 3:0 | 1:0 | 0:0 | 0:0 |
| Hibernian            | 0:2 | 0:1 | 0:4 | 0:1 | 4:0 | 1:0 | 2:1 |     | 0:0 | 1:0 | 1:0 | 1:1 |
| Greenock Morton      | 0:0 | 0:4 | 4:3 | 0:1 | 1:2 | 4:1 | 1:2 | 3:3 |     | 1:1 | 0:3 | 0:0 |
| Motherwell           | 0:1 | 0:2 | 0:2 | 2:1 | 3:2 | 1:2 | 0:3 | 1:0 | 1:0 |     | 0:1 | 2:1 |
| Rangers              | 0:1 | 2:2 | 2:1 | 1:1 | 4:0 | 4:0 | 3:2 | 1:0 | 7:0 | 1:0 |     | 3:1 |
| St. Mirren           | 1:3 | 0:1 | 1:2 | 2:0 | 1:1 | 2:2 | 1:1 | 2:2 | 2:1 | 1:0 | 2:2 |     |

Źródło: SPFL.co.uk
Objaśnienia:
1Drużyna gospodarzy jest wymieniona po lewej stronie tabeli.
Kolory: zielony – zwycięstwo gospodarzy, żółty – remis, różowy – zwycięstwo gości.

### Mecze 23–44
| Gospodarz \ Gość     | ABR | CEL | DNE | DNU | DNF | FLK | HRT | HIB | MOR | MTH | RAN | STM |
| Aberdeen             |     | 0:1 | 1:0 | 0:0 | 1:0 | 2:0 | 0:0 | 0:2 | 4:0 | 0:0 | 1:2 | 2:1 |
| Celtic               | 0:0 |     | 3:0 | 0:0 | 1:0 | 2:0 | 2:2 | 2:0 | 1:0 | 1:0 | 2:0 | 2:0 |
| Dundee               | 1:2 | 1:2 |     | 0:2 | 2:0 | 4:2 | 0:0 | 0:0 | 1:0 | 1:2 | 2:3 | 2:1 |
| Dundee United        | 0:2 | 1:2 | 1:0 |     | 2:2 | 0:0 | 0:0 | 1:2 | 2:0 | 3:1 | 1:1 | 5:1 |
| Dunfermline Athletic | 1:1 | 0:4 | 6:1 | 0:3 |     | 0:1 | 0:4 | 1:0 | 1:1 | 1:1 | 0:3 | 2:1 |
| Falkirk              | 0:2 | 0:2 | 0:6 | 1:2 | 1:0 |     | 2:1 | 1:0 | 4:1 | 0:0 | 0:5 | 3:0 |
| Heart of Midlothian  | 2:2 | 2:1 | 2:0 | 1:1 | 2:1 | 1:0 |     | 0:0 | 2:0 | 1:1 | 1:1 | 0:1 |
| Hibernian            | 0:0 | 0:2 | 2:1 | 0:0 | 2:0 | 0:0 | 0:0 |     | 3:1 | 1:1 | 0:2 | 0:0 |
| Greenock Morton      | 0:2 | 0:4 | 1:7 | 0:4 | 0:3 | 0:0 | 0:0 | 1:1 |     | 0:2 | 3:2 | 0:2 |
| Motherwell           | 2:1 | 0:1 | 3:3 | 4:2 | 3:2 | 0:0 | 0:2 | 0:2 | 1:0 |     | 0:2 | 2:1 |
| Rangers              | 0:1 | 1:2 | 2:0 | 1:0 | 2:2 | 3:1 | 1:2 | 1:1 | 5:0 | 1:0 |     | 4:0 |
| St. Mirren           | 0:0 | 1:1 | 1:0 | 0:1 | 4:1 | 0:0 | 0:6 | 1:1 | 0:0 | 0:0 | 0:3 |     |

Źródło: SPFL.co.uk
Objaśnienia:
1Drużyna gospodarzy jest wymieniona po lewej stronie tabeli.
Kolory: zielony – zwycięstwo gospodarzy, żółty – remis, różowy – zwycięstwo gości.